# SAYONARA (ORANGE RANGEの曲)
「SAYONARA」（さよなら）は、日本の ミクスチャーバンド、ORANGE RANGEの通算15枚目のシングル。

## 解説
- 前作「UN ROCK STAR」から約2ヶ月ぶりのリリース。
- 12枚目のシングル「キズナ」以来のドラマタイアップ曲。
- この作品から、ジャケットに「ORANGE RANGE」のロゴが描かれなくなった。
- 別れ道の右側を見ると、地面のひびがハートの形になっている。また、CDを取った中身の絵を直角に右に傾けると、地面の上にあるひびの形がRになる。
- YAMATOのクレジットの欄には「ヒッピーHAPPYファルセットVOX」と書かれている。
- 本作からNAOTOのクレジット欄が「programing」から「Programming」という風に正しいつづりになった。

## 詳細
- 作詞・作曲:ORANGE RANGE
- Original Key=C

## 収録曲
1. SAYONARA [6:10]
TBSドラマ『鉄板少女アカネ!!』主題歌。
CDの演奏時間はORANGE RANGEのメジャーデビュー後のシングルとしてはもっとも長い6分6秒。
公式発表前からライブツアー「FANTAZICAL」では披露されていた。
HIROKIは「昔の恋人に向けて書いた曲」と言っている。
実はタイトルから先につけられた。
書き下ろしではなく、レコーディングされたものをドラマの担当者が気に入ってのタイアップとなった。「music.jp」のTVCMで使われていた。
「落陽」、「花」、「キズナ」と並ぶミディアム・バラードを踏襲するナンバーとなっている。
ライブツアーでは、HIROKIがアコースティックギターで演奏することもある。
PVはユースケ・サンタマリアと羽田実加出演の9分以上に及ぶ大作となっており、メンバーは出演していない。ちなみにこの撮影の際、ユースケはアドリブを連発していた。また、NAOTOが「ドラマのような作品 (PV) に挑戦してみたかった」とインタビューで発言している。
2. YARISUGI マンボウ
何事もやりすぎてしまう日本人に対してのメッセージが込められている。
3. ロンリーファイター
スタッフの語りから入る、孤独な侍の戦いの曲。
『裏 SHOPPING』には「語り」がカットされたバージョンが収録されている。

## タイアップ
- ドラマ「鉄板少女アカネ!!」主題歌 (M-1)